# 윌리엄스 FW19

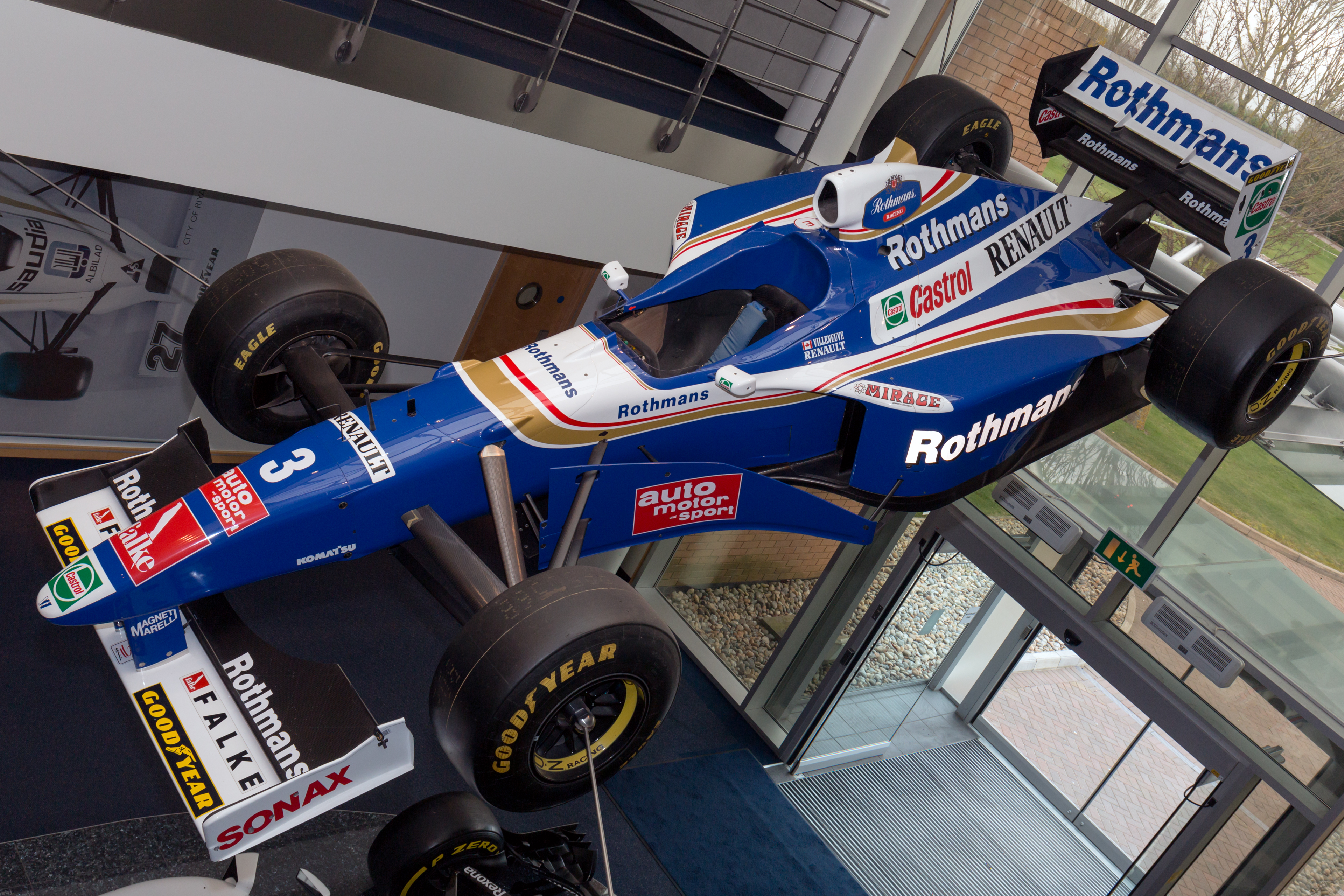
윌리엄스 컨퍼런스 센터에 전시된, 자크 빌뇌브가 주행한 FW19

윌리엄스 FW19(Williams FW19)는 윌리엄스 팀이 1997년 포뮬러 원 시즌에서 경주하기 위해 사용한 포뮬러 원 모터스포츠 차량이다. 자크 빌뇌브와 하인츠하랄트 프렌첸, 테스트 드라이버인 장크리스토프 불리옹과 후안 파블로 몬토야가 주행하였다. 2024년 시즌 현재 윌리엄스 F1 팀이 챔피언십을 우승한 마지막 자동차이며, 2005년에 르노가 R25로 우승할 때까지 르노 엔진을 채용하여 우승한 마지막 자동차였다.